# Jurong West Sports and Recreation Centre
Le Jurong West Sports and Recreational Centre (en malaisien : Pusat Sukan dan Rekreasi Jurong West, en chinois : 裕廊西体育娱乐中心, et en tamoul : ஜூரோங் மேற்கு விளையாட்டு மற்றும் பொழுதுபோக்கு மையம்), également connu sous le nom de Jurong West ActiveSG Stadium, est un stade omnisports singapourien (servant principalement pour le football et l'athlétisme) situé dans le quartier de Jurong West, à l'ouest de Singapour.
Le stade, doté de 4 600 places et inauguré en 2006, sert d'enceinte à domicile à l'équipe de football des Young Lions.

## Histoire
Dans le complexe figure également un gymnase, où le public et les licenciés peuvent y pratiquer le tennis, le tennis de table ou encore le badminton.

## Transports
L'accès au stade est disponible en transports en commun par la station de métro de Pioneer sur la East West line.